# Patricia Parr
Patricia Ann Parr (* 10. Juni 1937 in Toronto) ist eine kanadische Pianistin.

## Leben und Wirken
Parr hatte den ersten Musikunterricht bei ihrer Mutter. Von 1942 bis 1951 war sie Klavierschülerin von Mona Bates, von 1949 bis 1951 unterrichtete sie John Weinzweig in Komposition. 1947 debütierte sie mit dem Toronto Symphony Orchestra unter der Leitung von Ernest MacMillan mit Joseph Haydns Klavierkonzert D-Dur und einigen eigenen Kompositionen. Im Folgejahr trat sie mit dem New York Philharmonic Orchestra in der Carnegie Hall auf, 1949 hatte sie ihr erstes Recital in der New Yorker City Hall. Mit ihren Kompositionen Nocturne und Song to an Indian gewann sie ein Stipendium der Composers, Authors and Publishers Association of Canada. 1951 ging sie nach Philadelphia und studierte am Curtis Institute Klavier bei Isabelle Vengerova (1951–57) und Rudolf Serkin (1957–59) sowie Komposition bei Gian Carlo Menotti und Bohuslav Martinů (1952–56). Von 1960 bis 1963 unterrichtete Parr am Cleveland Institute und von 1967 bis 1974 an der Duquesne University in Pittsburgh. 1974 kehrte sie nach Toronto zurück und unterrichtete bis 2010 an der Musikfakultät der University of Toronto. Dort gründete sie 1979 die Faculty Artists Series, deren Leitung sie übernahm. Ab 1982 unterrichtete sie außerdem am Royal Conservatory of Music.
Nach ihrem Debüt 1947 gab Parr noch mehrfach Konzerte mit dem Toronto Symphony Orchestra. Außerdem trat sie als Solistin mit den Sinfonieorchestern von Edmonton, Montreal und Winnipeg, mit der York Concert Society und dem Toronto Philharmonic Orchestra auf und unternahm Konzerttourneen durch Kanada und die USA. Bei den Promenade Symphony Concerts in Toronto 1955 hatte sie neun Auftritte.
Das besondere Interesse Parrs gilt der Kammermusik. Bereits während ihres Studiums am Cleveland Institute war sie Mitglied des Concert Art Trio. Mit dem Geiger Charmion Gadd und dem Cellisten Fritz Magg gründete sie 1970 das in den USA beheimatete Trio Concertante, mit dem sie 1975 und 1979 Tourneen durch Australien unternahm. Mit dem Geiger Lorand Fenyves und dem Cellisten Vladimir Orloff gründete sie 1974 an der University of Toronto das Klaviertrio der Musikfakultät. 1986 gründete sie mit dem Cellisten David Hetherington und dem Klarinettisten Joaquin Valdepeñas das Ensemble Amici, dem sie bis 2008 angehörte. Das Trio, das sich besonders der Förderung zeitgenössischer kanadischer Komponisten widmete und mit einem Juno Award ausgezeichnet wurde, war 1989 Trio-in-Residence der University of Tornonto und unternahm Tourneen durch Kanada, die Tschechoslowakei und Polen.
Als Gast trat Parr u. a. mit dem Guarneri String Quartet und dem Orford String Quartet auf. Ihre Partner bei Recitals waren neben anderen Robert Aitken, James Campbell, Andrew Dawes, Daniel Domb, Rivka Golani und Janos Starker. 1980 spielte sie mit Eugene Rittich die Uraufführung der Sonate für Horn und Klavier von Oscar Morawetz. Für ihre Verdienste als Pianistin und Kammermusikerin wurde sie 2010 als Member des Order of Canada ausgezeichnet. 2012 erhielt sie die Queen Elizabeth II Diamond Jubilee Medal.

## Weblink
- Website von Patricia Parr